# Jean Breuer
Johannes "Jean" Breuer (ur. 23 grudnia 1951 w Hürth, zm. 12 kwietnia 2025 tamże) – niemiecki kolarz torowy, dwukrotny medalista mistrzostw świata.

## Kariera
Pierwszy sukces Jean Breuer osiągnął w 1972 roku, kiedy zdobył srebrny medal w indywidualnym wyścigu na dochodzenie podczas mistrzostw w Marsylii. W zawodach tych wyprzedził go jedynie jego rodak Horst Gnas, a trzecie miejsce zajął Gaby Minneboo z Holandii. W tej samej konkurencji zdobył złoty medal na rozgrywanych rok później mistrzostwach świata w Montrealu.
Jego syn Christoph Breuer również był kolarzem.